# Val Gardena

Veduta invernale del lato nord della valle.

La val Gardena ( in lingua ladina, Gröden o Grödnertal in tedesco) è una valle alpina delle Dolomiti (Dolomiti di Gardena) in Alto Adige, Italia, considerata, per la sua prevalente identità ladina, parte integrante della Ladinia stessa.

## Storia
La valle è attestata nei documenti già sul finire del X secolo. Infatti, è degli anni 993/94–1005 una notitia della chiesa vescovile di Frisinga con la quale il conte bavarese Ottone, della stirpe dei Rapotoni, intestò al vescovo Gottschalk di Frisinga fra l'altro „ad Gredine forestum“, la foresta in Gardena.
Il nome ladino della valle, così come quello italiano (di cui costituisce un calco), deriva dal latino cardus ("confine") perché in passato segnò il confine tra il principato vescovile di Trento e quello di Bressanone.

## Geografia
Coronata dalle catene montuose definite come Dolomiti di Gardena e percorsa dal rio Gardena (Derjon / Grödnerbach), lungo 25 km. In val Gardena si trovano alcuni laghi in maggior parte sopra i 2000 metri: il lech dl Dragon (2680 m) sulla cengia del Sella, il lago Crespëina (2380 m) nel Puez, i laghi lech Sant (2096 m), lech da Iman (2208 m), lech da Rijeda (2135 m) ed il lech dla Scaies (2050) sull'alpe Mastlè. Prendono il nome dalla val Gardena le formazioni geologiche arenarie di Val Gardena.

## Geografia antropica
È suddivisa in tre comuni: Ortisei (Urtijëi / St. Ulrich), Santa Cristina Valgardena (S. Cristina Gherdëina o S. Crestina Gherdëina / St. Christina in Gröden) e Selva di Val Gardena (Sëlva / Wolkenstein in Gröden), nonché, sulla sinistra orografica del rio Gardena, presso Ortisei, di tre frazioni del comune di Castelrotto (Ciastel / Kastelruth) chiamate Oltretorrente (Sureghes / Überwasser), Roncadizza (Runcadic / Runggaditsch) Bulla (Bula / Pufels) e Alpe di Siusi (Alpe di Siusi / Seiser Alm).

### Centri abitati

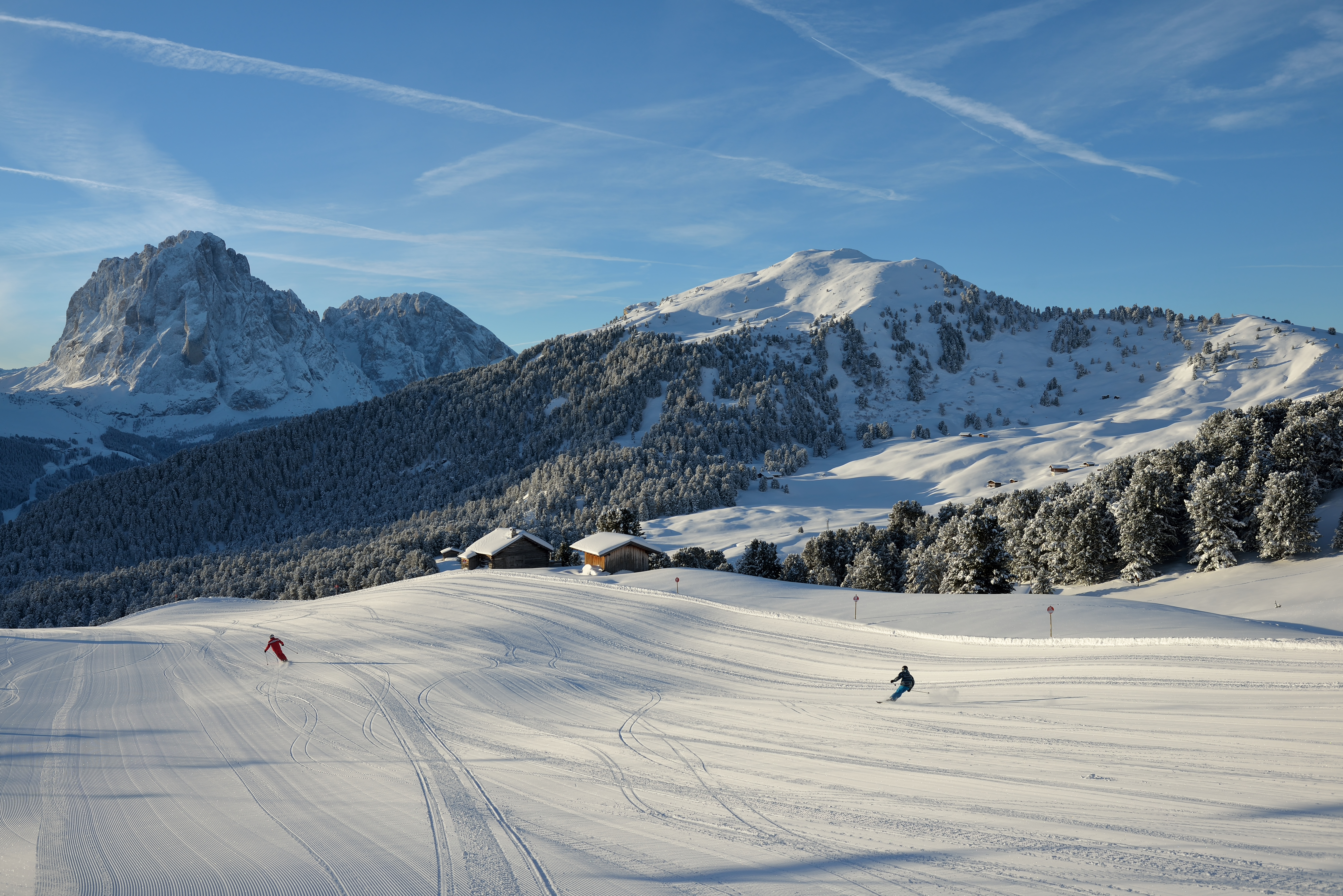
Vista della valle dal Seceda

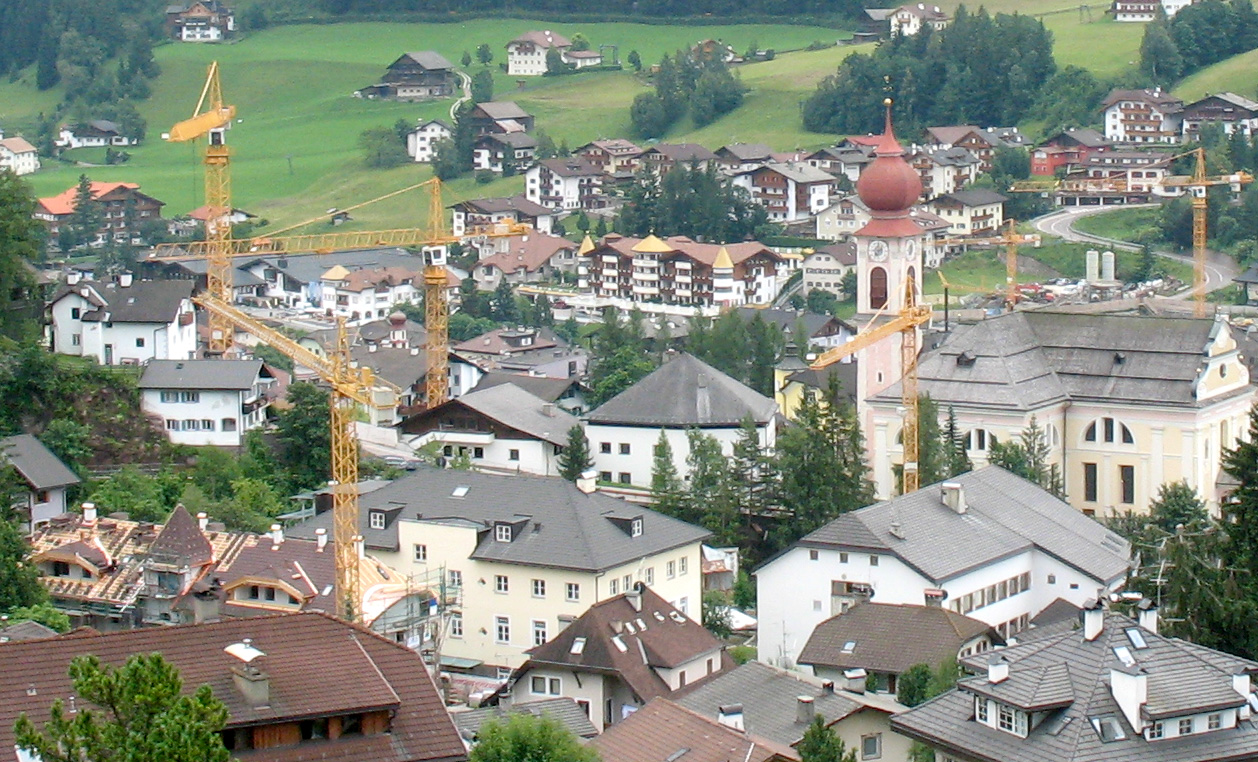
Ortisei

La valle è formata principalmente da tre centri abitati:
- Ortisei (Urtijëi / St. Ulrich)
- Santa Cristina Valgardena (Santa Cristina Gherdëina o Santa Crestina Gherdëina / St. Christina in Gröden)
- Selva di Val Gardena (Sëlva / Wolkenstein).

Sono considerati parte della val Gardena anche altri due comuni e alcune frazioni di Castelrotto, bagnate dal rio Gardena:
- Laion (Laion / Lajen)
- Ponte Gardena (Pruca / Waidbruck)
- Oltretorrente (Sureghes / Überwasser)
- Bulla (Bula / Pufels)
- Roncadizza (Runcadic / Runggaditsch)

## Società
La popolazione autoctona di questa valle è di madrelingua ladina (circa 85-90% della popolazione), mentre la valle è ufficialmente trilingue, e tutte le denominazioni sono riportate in italiano, ladino e tedesco.

## Economia

### Artigianato

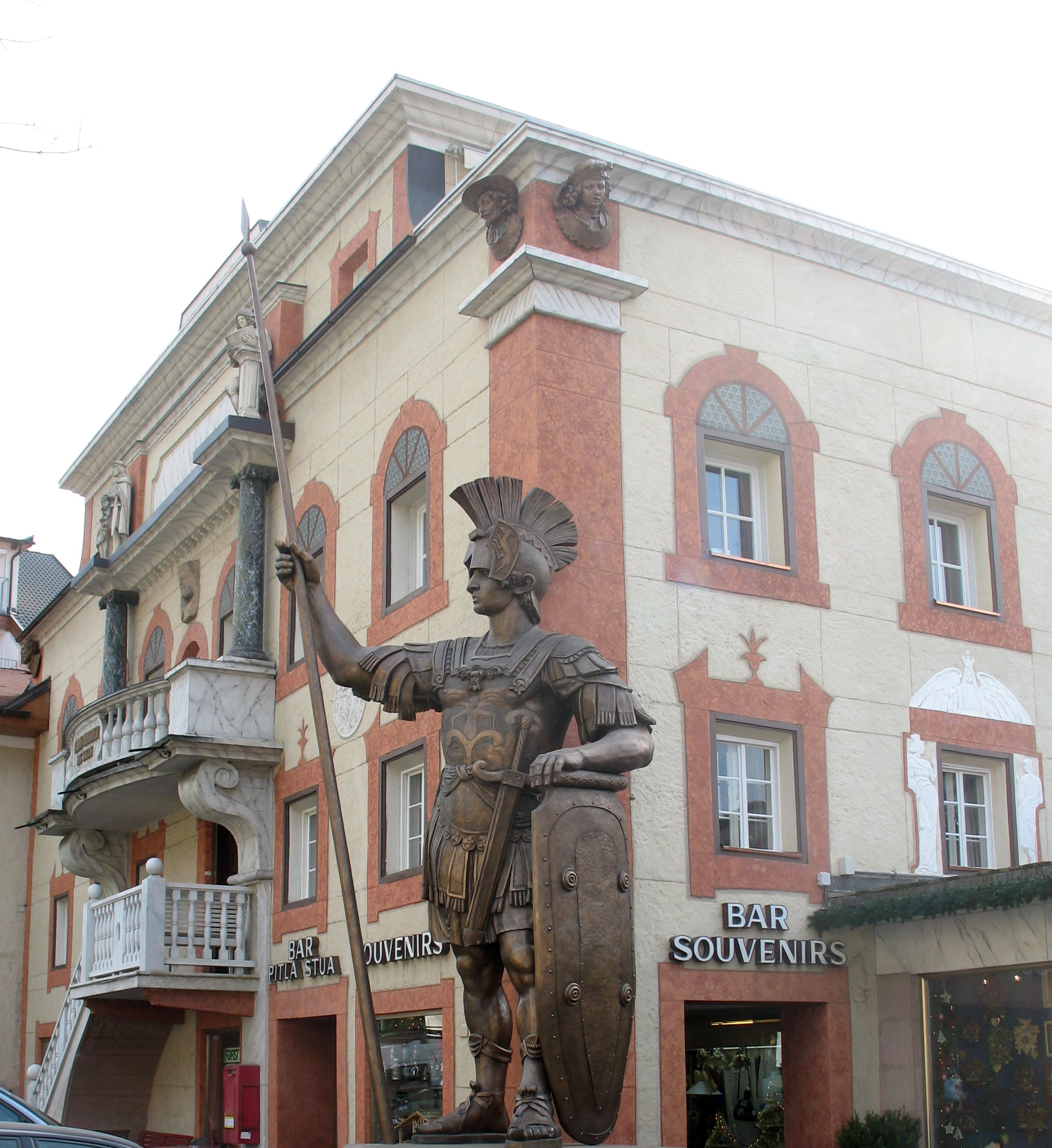
La villa Venezia a Ortisei, ornata di sculture gardenesi

Tradizionale è l'artigianato legato al legno con particolare attenzione per la scultura. L'attività dell'intaglio del compatto legno di cembro si sviluppò già a partire dal XVII secolo a Pescosta, una frazione di Ortisei, e tuttora è un settore trainante della vallata. Artigiani gardenesi rinomati che si stabilirono al di fuori della vallata furono Giovanni Battista Holnaider, abile costruttore di armi insediatosi a Cavalese o Marchiò Molziner che ebbe una bottega di scultura nel legno a Venezia.
La zona è rinomata anche per l'allevamento degli alpaca e per una modesta produzione di abiti e tessuti, ottenuti dalla lavorazione artigianale della lana di questi animali.

## Infrastrutture e trasporti

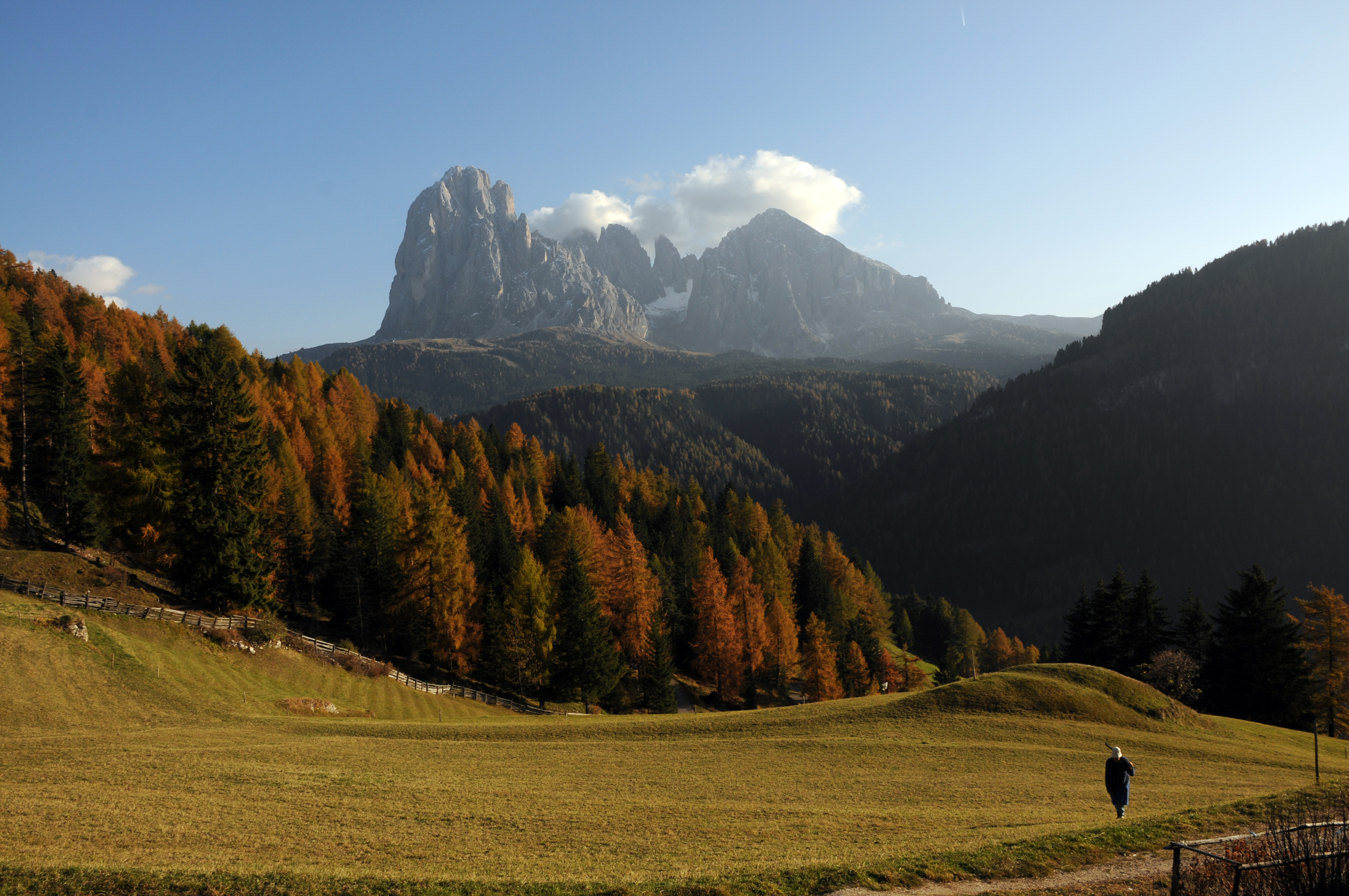
Il gruppo del Sassolungo da San Giacomo-Ortisei

Fino al 1960 la valle era percorsa dalla ferrovia della Val Gardena, che da Chiusa, per Ortisei e Santa Cristina Valgardena, arrivava fino a Plan. A ovest si congiunge presso Ponte Gardena (Pruca / Waidbruck) alla valle Isarco (Eisacktal), a est si giunge nella val Badia (Gadertal) attraversando il passo Gardena (Jëuf de Frea / Grödner Joch) (2121 m s.l.m.), oppure in val di Fassa attraverso il passo Sella (Jëuf de Sella / Sellajoch) (2240 m s.l.m.).
Verso sud si arriva all'alpe di Siusi (Mont Sëuc / Seiser Alm) passando da Castelrotto (Ciastel / Kastelruth). Nel 2004 è stata aperto un trenino funicolare sotterraneo, che collega Ruacia e la cabinovia di Col Raiser: il Gardena Ronda Express. Dal 2013 a questa parte, data l'introduzione della tassa di soggiorno, come contropartita ad essa per i turisti in val Gardena è stata introdotta la "Val Gardena Mobil Card". Trattasi di una tessera gratuita (fornita gratuitamente dalle strutture membro dell'azienda di soggiorno ricettive dove soggiornano gli ospiti), che consente al portatore di utilizzare gratuitamente tutti i mezzi di trasporto in mano pubblica, in tutto l'Alto Adige. La validità è di una settimana dal primo utilizzo e include un numero illimitato di usi in quell'ambito di tempo.
Per la mobilità con Auto elettrica sono state introdotte colonnine per la ricarica gratuita o in parte a pagamento, per garantire la funzionalità completa degli automezzi elettrici. Esistono varie colonnine di ricarica pubbliche nei tre paesi, nonché presso varie strutture ricettive.

## Turismo

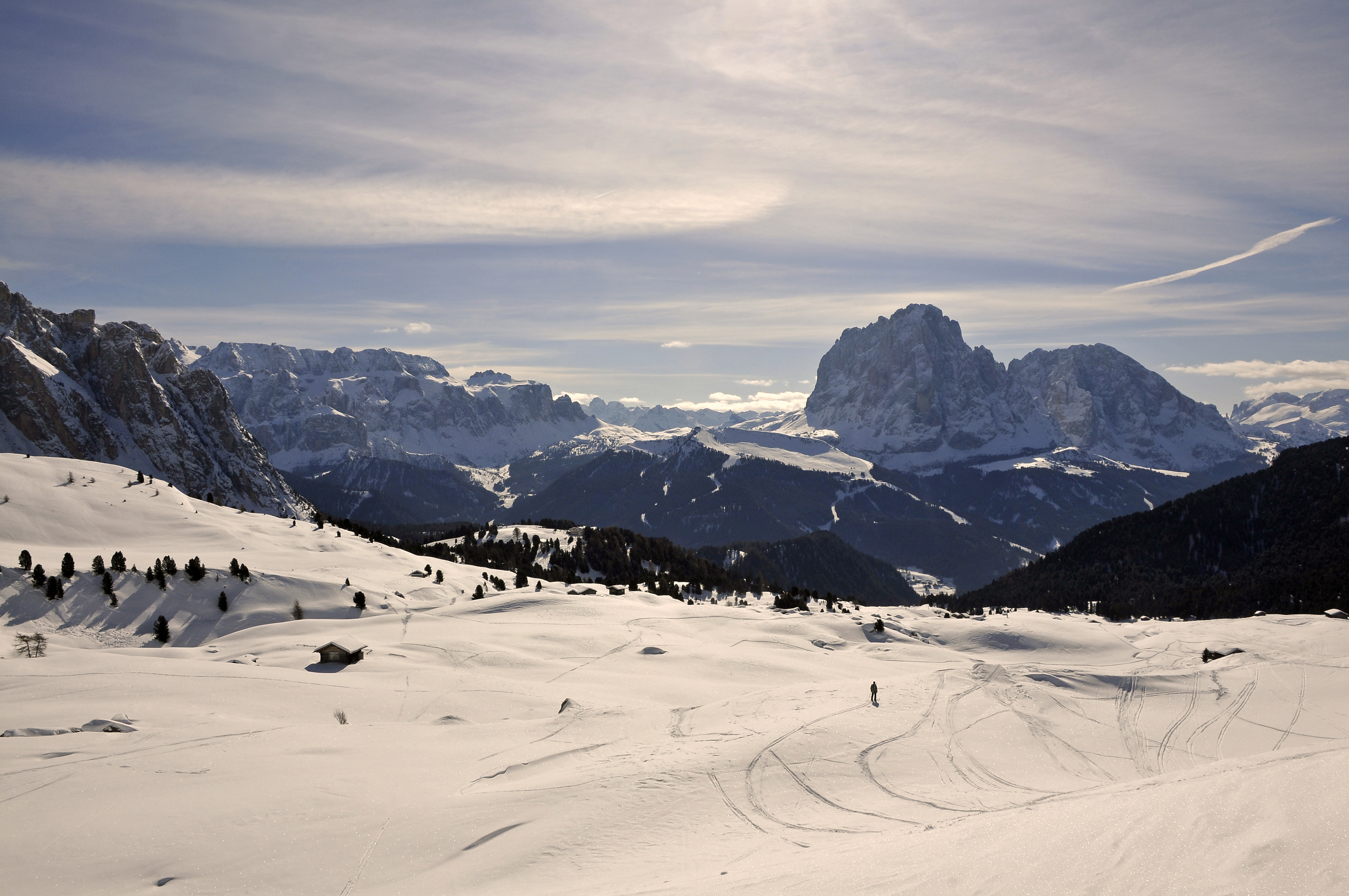
La val Gardena d'inverno con il Sassolungo, il gruppo del Sella e lo Stevia visti dal Seceda

La valle è nota soprattutto per il turismo (sciistico), e vi si tengono numerose gare di rilevanza internazionale, 
nonché tappe della Coppa del Mondo di sci alpino. Negli ultimi anni sulla pista Saslong si disputano un Super G e una discesa libera.
La val Gardena dispone di 175 km di piste da discesa, 83 impianti di risalita e 115 km di piste da fondo.
Anche il turismo estivo ha una sua lunga tradizione, con molti sentieri e vie ferrate che facilitano trekking e scalate in questa zona delle Dolomiti. Le Vie Ferrate sono diffuse e non si contano i tipici Rifugi Alpini che - assieme alla presenza e operatività di molti impianti di risalita - rendono possibili delle escursioni anche ad alta quota in tempi relativamente brevi. Negli ultimi anni si sono anche aggiunti molti trail per le mountain bike, rendendo accessibili varie aree agli amanti delle bici.

## Cultura
Ortisei è sede del museo della Val Gardena che espone numerose collezioni di oggetti riguardanti la valle. Nella vallata, la lingua più diffusa è la lingua ladina, una delle lingue retoromanze. Sull'Alpe del Mastlè nel territorio di Santa Cristina, si trova la piattaforma ufficiale UNESCO, simbolo per il territorio dichiarato patrimonio naturale dell'UNESCO il 19 giugno 2009.

## Sport

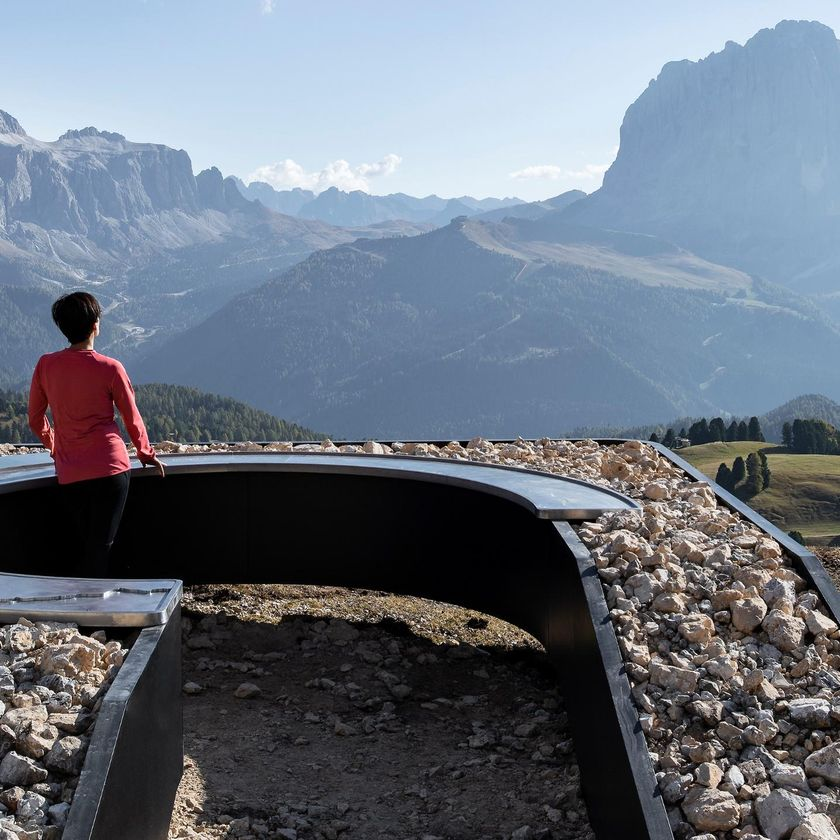
Piattaforma ufficiale UNESCO sull'Alpe di Mastlè a Santa Cristina di Val Gardena

La val Gardena ha una propria squadra di hockey su ghiaccio, l'HC Gherdeina, al 2015 militante in serie A1 (prima lega nazionale italiana). Tra i più famosi personaggi d'ambito sportivo originari della valle si menziona Carolina Kostner, campionessa mondiale ed europea di pattinaggio di figura, cugina di Isolde Kostner, sciatrice alpina di alto livello. Egualmente gardenesi sono lo sciatore velocista Peter Runggaldier e lo scalatore Karl Unterkircher. 
Per lo sci è famoso il giro sciistico del Gardena Ronda ed il Sella Ronda. In ambito calcistico, la valle è rappresentata dal F.C. Gherdëina, nato nel 1992 e mai spintosi oltre le divisioni dilettantistiche locali; in Val Gardena hanno inoltre avuto luogo vari ritiri estivi di squadre d'alto livello.

### Ferrate in Val Gardena
La val Gardena offre agli appassionati della montagna diverse possibilità, tra cui alcune delle vie ferrate più famose delle Dolomiti. Le più note sono: ferrata Tridentina, ferrata Schuster, ferrata delle Meisules, via ferrata Sass Rigais, ferrata Piz Duleda e la dismessa ferrata Sandro Pertini.

## Voci correlate

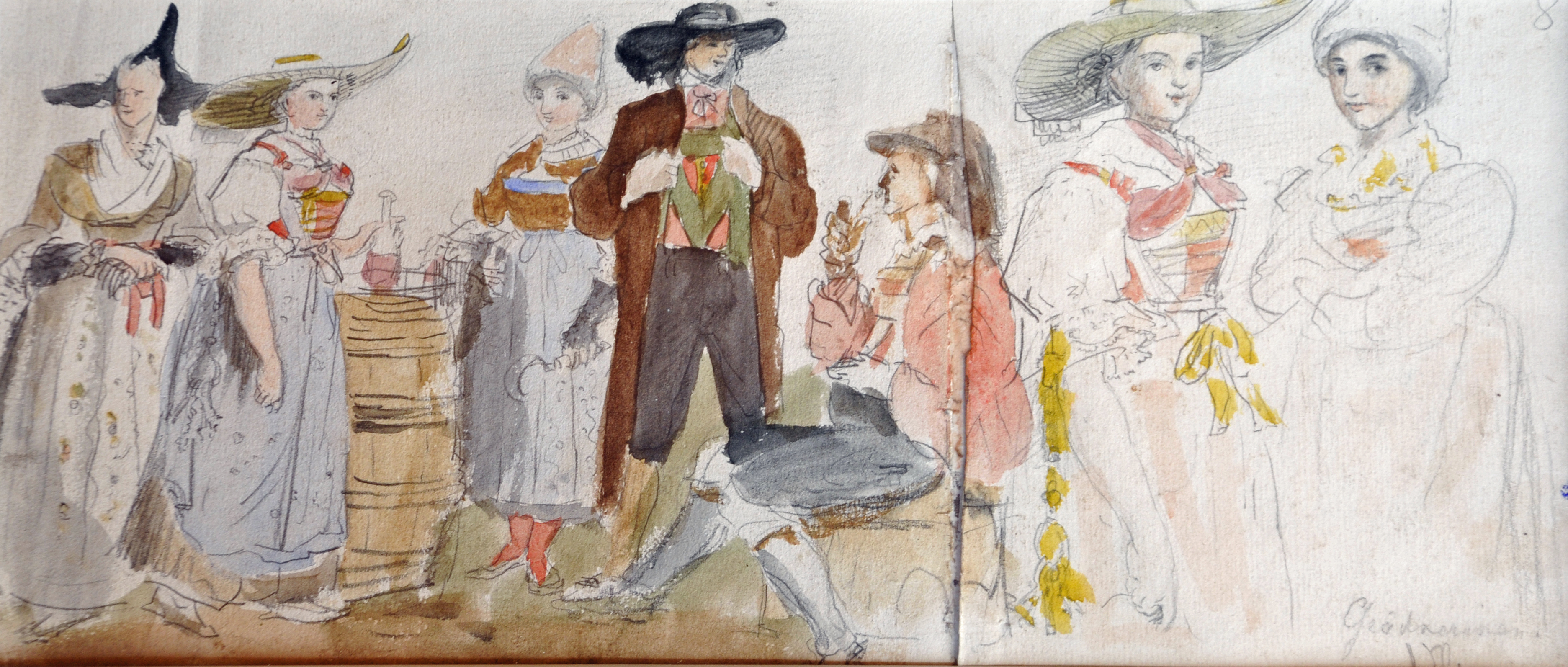
I costumi della Val Gardena in un acquerello di Josef Moroder Lusenberg